# Chaumont-Gistoux
Chaumont-Gistouxlà một đô thị ở tỉnh Walloon Brabant. On 1 tháng 1 năm 2006 Chaumont-Gistoux có dân số 10.926 người. Tổng diện tích là 48,09 km² với mật độ dân số là 227 người trên mỗi km².
Đô thị này được thành lập từ Dion Valmont (được nhập từ Dion Le Val và Dion Le Mont), Bonlez, Biez, Inchebroux, Chaumont và Gistoux. Trung tâm hành chính nằm ở Gistoux.
Đây là một đô thị bán nông nghiệp với nhiều nông trang.